# 京都市電千本線
千本線（せんぼんせん）は、京都市の千本通から後院通に掛けて敷設されていた京都市電の軌道路線。
明治終期から大正初期に掛けて施行された京都市三大事業の一つである［道路擴築竝電氣鐵道敷設事業］及び昭和初期に施行された［都市計畫軌道延長第二期事業（外劃線）］の一環として建設された。
路線は四条大宮から北区紫野までを結んでいた。昭和初期までは大宮線と一体の千本大宮線とされていた。
全区間が併用軌道。壬生車庫前 - 四條大宮間は、1932年（昭和7年）から1958年（昭和44年）まで無軌条線および梅津線と車庫引込線を共用していた。
1972年（昭和47年）に大宮線、四条線と共に全線が廃止された。

## 沿革
- 1907年（明治40年）3月6日 市会で「道路擴築竝電氣鐵道敷設事業案」修正可決
- 1912年（明治45年／大正元年）
  - 6月11日 壬生車庫前－千本丸太町開業／壬生車庫開設
  - 9月12日 四條大宮－壬生車庫前、千本丸太町－千本今出川開業
- 1923年（大正12年）5月26日 市会が「第七十七號議案」を議決し、千本大宮線延長路線決定
- 1929年（昭和4年）12月10日 今出川千本－千本北大路開業　［千本線区間全線開業］
- 1931年（昭和6年）8月10日 壬生車庫一部改築し、無軌条電車車庫共用開始／無軌条電車入庫開始
- 1932年（昭和7年）4月1日 無軌條線開業に伴い、壬生車庫前－四條大宮 無軌条線車庫引込線共用開始
- 1940年（昭和15年）12月2日 急行運転開始（日曜祝祭日を除く午前6時－午前9時／午後4時－午後7時）
- 1943年（昭和18年）
  - 2月21日 急行運転強化（日曜祝祭日を含む毎日午前6時－午前10時／午後4時－午後8時）
  - 11月1日 終日急行運転実施
- 1954年（昭和29年）6月1日 終日急行運転終了
- 1958年（昭和33年）12月1日 梅津車庫へ無軌条電車移管
- 1962年（昭和37年） 3月27日 急行運転開始（日曜祝日を除く午前7時－午前9時）
- 1964年（昭和39年）6月1日 ワンマンカー運行開始（当初3週間は添乗者が付き、一人乗務は6月22日実施）
- 1965年（昭和40年）12月1日 自動車の併用軌道乗入全面開放
- 1958年（昭和44年）10月1日 梅津線廃止に伴い、梅津線車庫引込線共用解消
- 1972年（昭和47年）
  - 1月22日 「さようなら 千本・大宮・四条線」電車運行
  - 1月23日 全線廃止。市バスに転換。壬生車庫廃止

## 電停一覧
停留所／交叉する通り（接続、距離、急行停車駅は路線図参照）
- 千本北大路／北大路通
- 千本十二坊
- 千本鞍馬口／鞍馬口通
- 乾隆校前／寺之内通
- 千本今出川／今出川通
- 西陣京極／一条通
- 千本中立売／中立売通
- 千本出水／出水通
- 千本丸太町／丸太町通
- 出世稲荷前／旧二条通
- 二条駅前／御池通
- 千本三条／三条通
- 壬生車庫前／蛸薬師通
- 四条大宮／四条通 大宮通